# Arrondissement Pruntrut
Das Arrondissement Pruntrut (französisch Arrondissement de Porrentruy) war eine Verwaltungseinheit der Ersten Französischen Republik und des Ersten Kaiserreichs. Es bestand auf dem Gebiet des heutigen Kantons Jura in der Schweiz. Hauptort und Sitz der Unterpräfektur war Pruntrut (Porrentruy).
Von 1793 bis 1795 existierte es im Département Mont-Terrible der Distrikt Pruntrut mit acht Kantonen. Mit dem Gesetz vom 28. Pluviôse des Jahres VIII (17. Februar 1800) wurde das bisherige Département aufgehoben und sein Territorium dem Département Haut-Rhin hinzugefügt. Gleichzeitig schuf das Gesetz Arrondissements als neue Verwaltungseinheiten, welche die fünf Jahre zuvor aufgehobenen Distrikte ersetzten. Das Arrondissement Pruntrut setzte sich aus fünf Kantonem zusammen:
- Kanton Audincourt
- Kanton Montbéliard
- Kanton Pruntrut
- Kanton Saint-Ursanne
- Kanton Saignelégier

Durch Beschluss des Wiener Kongresses vom 20. März 1815 verblieben die Kantone Audincourt und Montbéliard bei Frankreich. Die Kantone Pruntrut, Saint-Ursanne und Saignelégier wurden der Schweiz zugeschlagen und kamen zum Kanton Bern; seit 1979 sind diese Gebiete Teil des Kantons Jura.